# Bateria selada

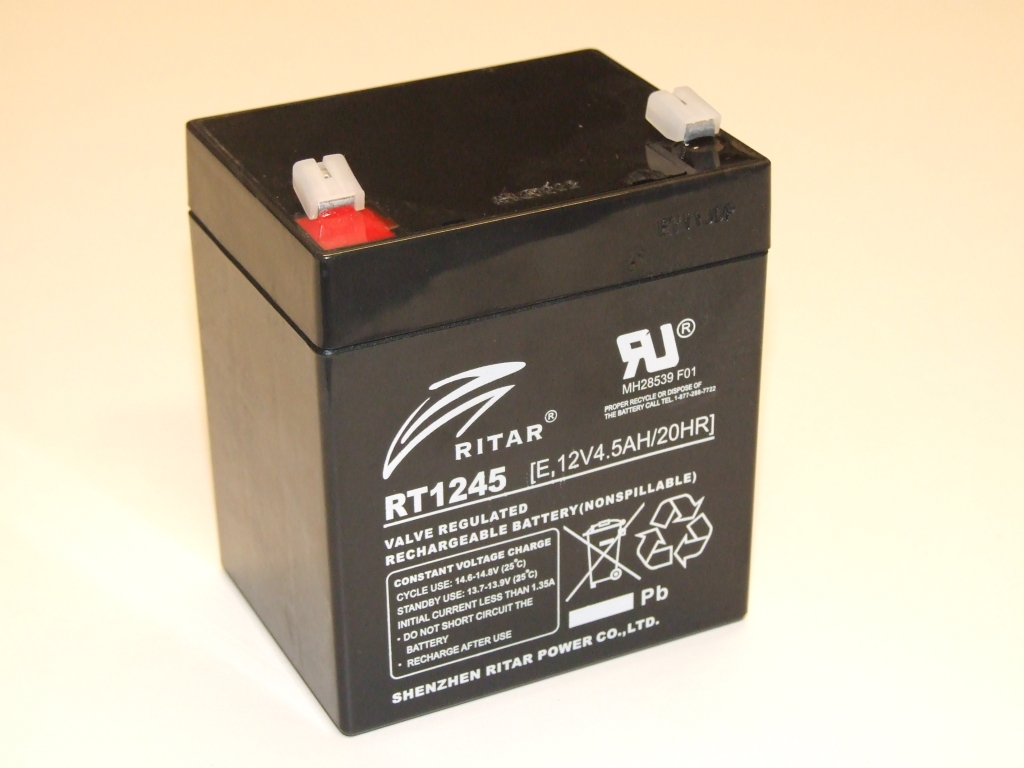
Bateria VRLA

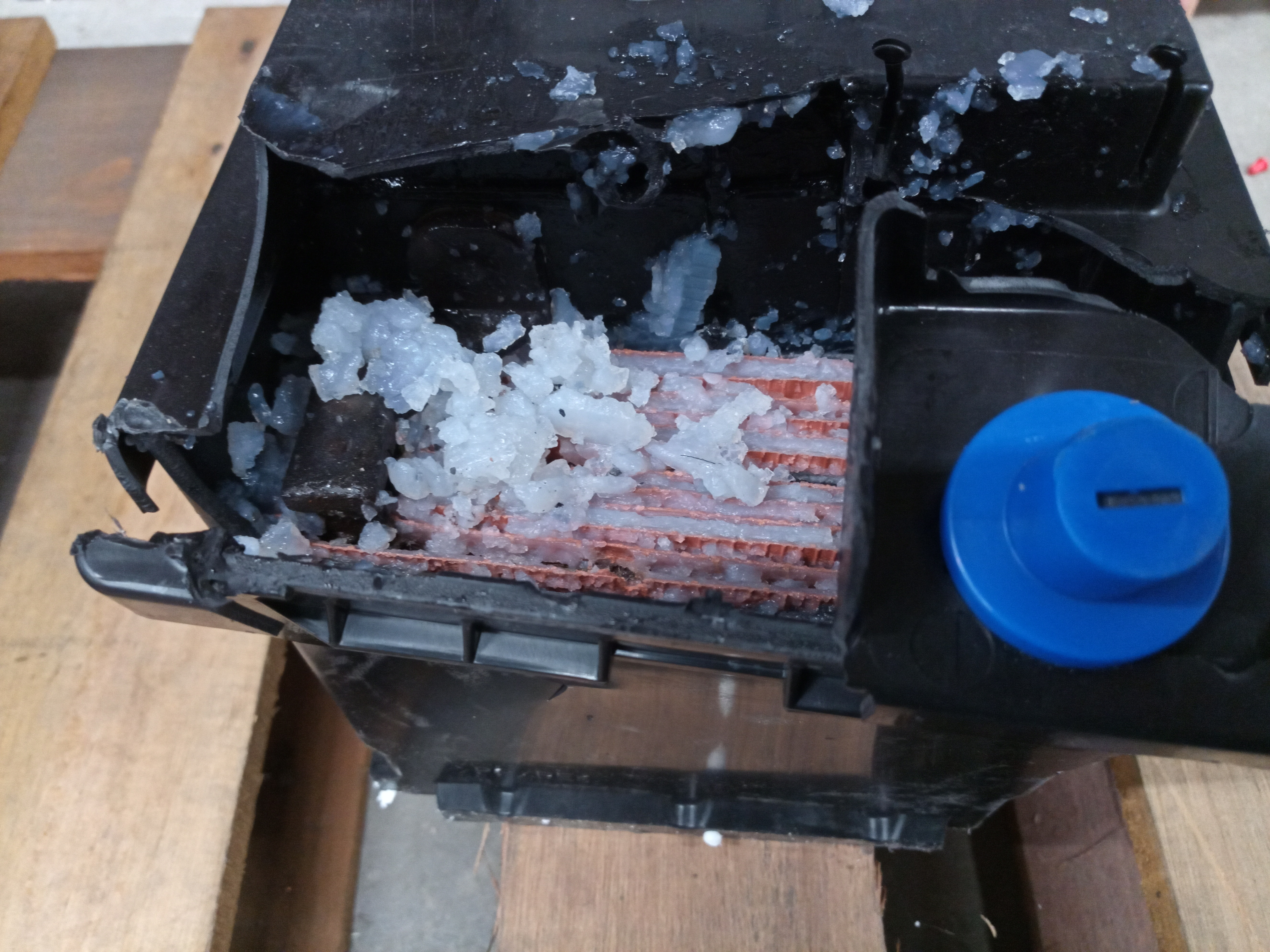
Bateria de gel com os taças brancas do electrôlito gelificado nas placas, acidentalmente quebradas.

Bateria selada, bateria VRLA (valve regulated lead-acid, ou chumbo-ácido regulada por válvula)  ou bateria de gel é um tipo de bateria de chumbo-ácido livre de manutenção.
Sua tensão é de 12 volts podendo ter corrente de até 12 amperes.
Tem uma capacidade de armazenamento menor do que as baterias automotivas mas, por ser selada, pode estar em ambientes fechados por não liberar produtos nocivos. Muito usada em fontes de alimentação ininterruptas, sistemas de alarme, geração de energia eólica, iluminação de emergência, equipamentos médicos, automação, telecomunicações, brinquedos elétricos, carros e motos elétricas, lanternas, holofotes e aeromodelismo.
Os valores de tensão e corrente das baterias podem variar de acordo com o modelo/necessidade. Esse tipo de bateria é selada, ou seja, não precisa de manutenção, como ocorre em algumas baterias automotivas, não poluindo o ambiente e serve muito bem em ambientes fechados. Sendo totalmente revestida de chumbo, ela serve para alimentar, durante quedas de energia, diversos tipos de equipamentos elétricos e eletrônicos, entre eles: sistemas de iluminação de emergência de prédios, alarmes residenciais ou empresariais, computadores via no-break, equipamentos de hospitais, até acumular energia proveniente de sistemas eólicos.